# Yuʿfiriden
Die Yuʿfiriden, arabisch بنو يعفر, DMG Banū Yuʿfir, waren eine muslimische Lokaldynastie, die von 847 bis 997 im jemenitischen Hochland herrschte. Sie erkannte die Oberhoheit der Abbasidenkalifen formal an; Ihre Zentren waren Sanaa und Dschanad.
Mit dem Niedergang der direkten Abbasiden-Herrschaft im Jemen begannen die Yuʿfiriden von Schibam aus, ihre Macht im jemenitischen Hochland auszudehnen. Erstmals in der islamischen Geschichte des Jemen griff damit eine aus dem Land selbst stammende Dynastie nach der Herrschaft. Allerdings scheiterten ihre ersten Angriffe auf Sanaa, da der abbasidische Statthalter Truppenunterstützung aus dem Irak erhielt. Die Yuʿfiriden konnten sich aber der Gegenangriffe auf ihren Stützpunkt Schibam erfolgreich erwehren. 847 eroberten sie die Gebiete zwischen Saʿda und Taizz und erhoben 872 Schibam zur Hauptstadt ihres Fürstentums. Gleichzeitig übergab der Begründer der Dynastie, Yuʿfir ibn ʿAbd ar-Raḥmān al-Ḥiwālī al-Ḥimyārī die Regierungsgeschäfte an seinen Sohn Muḥammad, der hierüber auch eine Bestätigungsurkunde vom abbasidischen Kalifen erhielt. Eine Flutwelle, die Sanaa übergoss, nahm er zum Anlass, nach Mekka zu pilgern und sich ab diesem Zeitpunkt der Religion zu verschreiben. Die Regierungsgeschäfte wechselten auf seinen Sohn Ibrāhīm, der auf Veranlassung seines Großvaters Vater und Onkel ermorden ließ, um gewiss zu sein, dass von diesen keine Machtansprüche mehr ausgehen.
Zu Beginn des 10. Jahrhunderts kam es zu Kämpfen mit den Zaiditen, die 901 zeitweise Sanaa erobern konnten. Gleichzeitig verbreiteten Ibn Hauschab und ʿAlī ibn al-Fadl die Lehre der Ismailiten unter den Stämmen des Berglandes und gewannen so eine große Anhängerschaft. Sie konnten 905 sogar Sanaa erobern und das Reich der Yuʿfiriden auf Schibam und Kaukaban begrenzen. 916 gelang jedoch der Sieg über die Anhänger der Fatimiden sowie die Rückeroberung Sanaas. 944 starb der letzte bedeutende Yuʿfiriden-Herrscher Abū Ḥassān Asʿad ibn Ibrāhīm; In der Mitte des 10. Jahrhunderts begann schließlich der Zerfall des Reiches und nach 997 hatte die Dynastie keine nennenswerte Bedeutung mehr.